# Kastell Alteburg

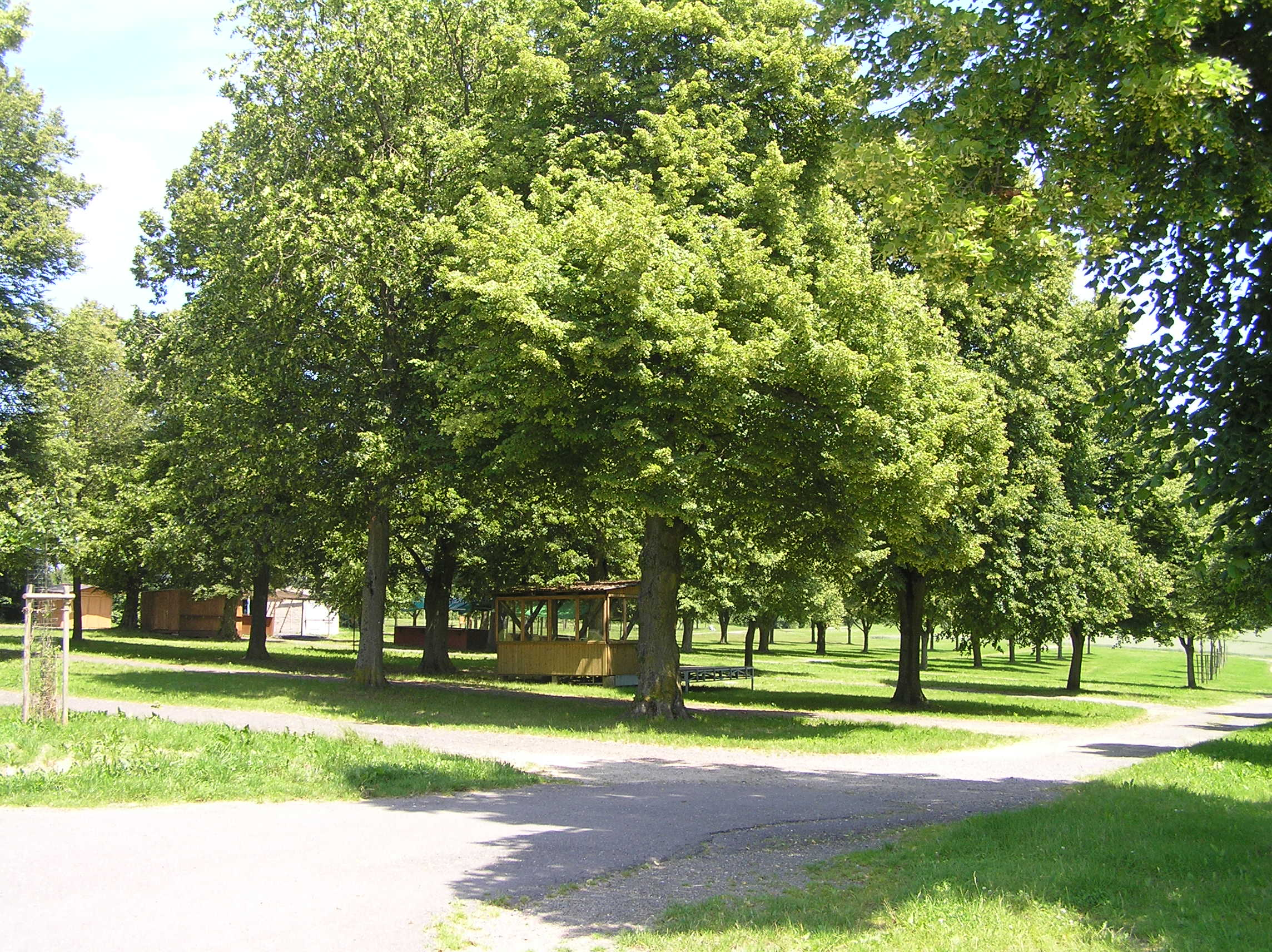
Alteburger Marktgelände

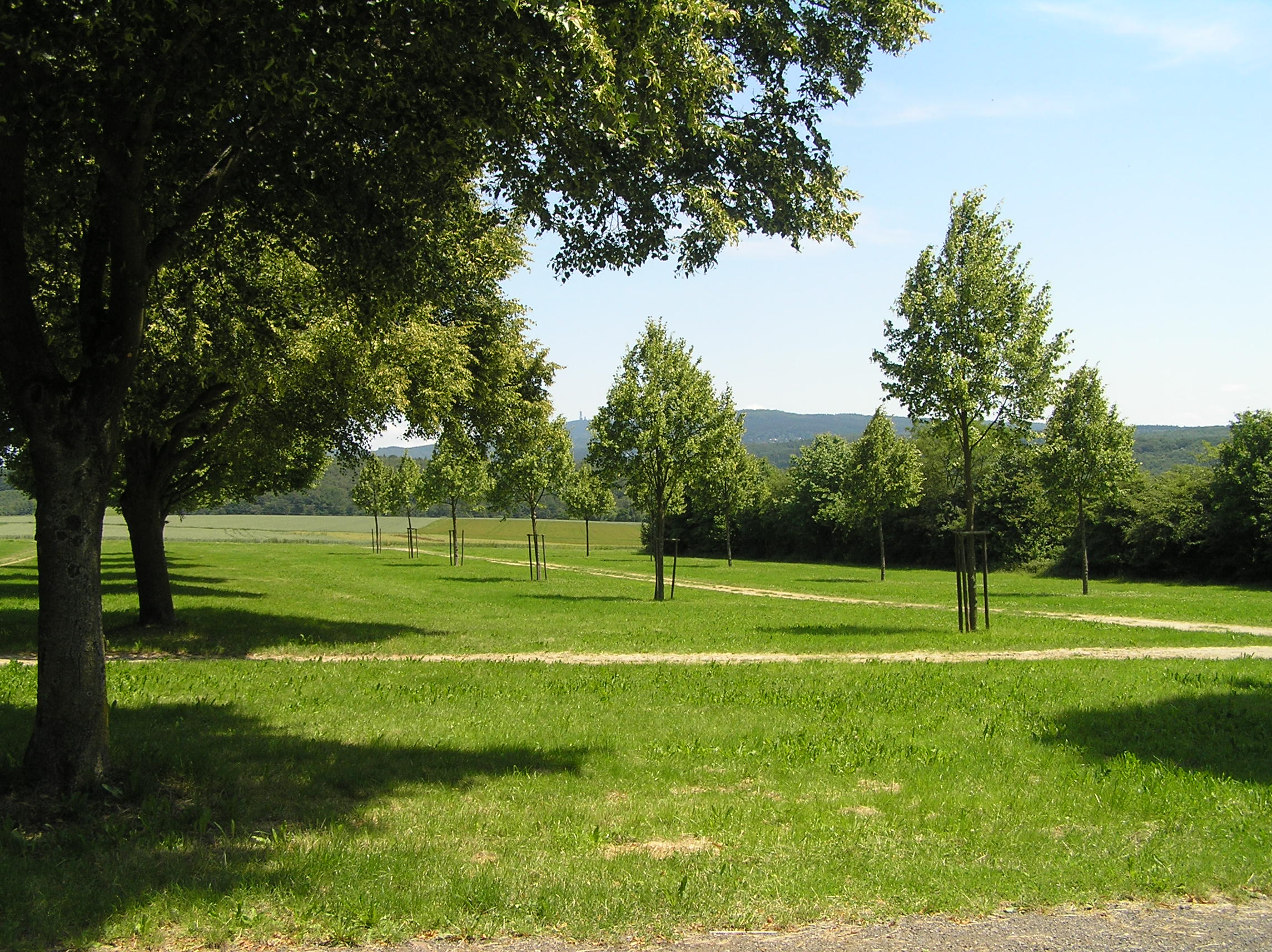
Alteburger Marktgelände

Das Kastell Alteburg ist ein römisches Numeruskastell, das zur westlichen Taunus-Strecke des Obergermanisch-Raetischen Limes gehörte, der seit 2005 UNESCO-Weltkulturerbe ist. Die Überreste der Anlage befinden sich heute als Bodendenkmal unter einem Acker, der anderthalb Kilometer südlich des Idsteiner Stadtteils Heftrich im Rheingau-Taunus-Kreis in Hessen liegt.

## Lage und Forschungsgeschichte
Das Kastell diente wohl der Überwachung eines alten Weges, der hier die Limeslinie kreuzte. Dieser Weg war im Mittelalter als Alter Mainzer Weg bekannt und verband die Rheinebene mit dem seit alters her besiedelten Limburger Becken.
1893 führte die Reichs-Limeskommission (RLK) die bis heute einzigen archäologischen Ausgrabungen durch. Heute ist die Lage des Kastells nur noch anhand von Geländeverformungen wahrnehmbar, sichtbare oberirdische Baufragmente gibt es keine mehr.

## Baugeschichte

### Holz-Erde-Lager
In einigen hundert Meter Entfernung nordöstlich des Steinkastells liegen unter den Äckern zwei ältere, hölzerne Kleinkastelle, die erst 1980 und 1989 auf Luftbildern entdeckt worden sind. Sie entstanden vermutlich schon am Ende des 1. und zum Beginn des 2. Jahrhunderts und müssen als Vorgängerbauten des Steinkastells Alteburg-Heftrich angesprochen werden. Das dem Steinkastell näher gelegene, größere dieser beiden Lager war eintorig und wurde von einem Doppelspitzgraben gesichert, das kleinere besaß nur einen einfachen Graben. Beide Holz-Erde-Lager sind bislang archäologisch nicht erforscht worden.

### Steinkastell
Das Steinkastell wurde vermutlich bald nach Mitte des 2. Jahrhunderts angelegt. Die rechteckige Anlage besitzt mit den Abmessungen von 78 × 93 Metern eine Größe von gut 0,7 ha und entspricht damit dem benachbarten Feldbergkastell. Die Umfassungsmauer war an allen vier Ecken abgerundet (Spielkartenform) und mit Wachtürmen versehen. An allen vier Seiten besaß die Anlage eine mit Doppeltürmen bewehrte Zufahrt. Das Haupttor des Kastells, die Porta Praetoria, war nicht zum Limes hin ausgerichtet, der in etwa 100 Metern nordwestlicher Richtung die Fortifikation passiert. Stattdessen orientierte es sich nach Nordosten, in Richtung auf die beiden in Holz-Erde-Technik errichteten Vorgängerlager.
Das Kastell Alteburg umschloss innerhalb des Lagervierecks einige gemauerte Gebäude, wovon aber nur die Principia (Stabsgebäude) mit Sicherheit bestimmt werden konnte. Die Deutung weitere Steinbaufundamente ist sehr unsicher, da der römische Ursprungsbefund durch Steinraub und Baumaßnahmen des Mittelalters stark gestört ist. Außerhalb des Lagers konnten jedoch noch Spuren des Vicus (Zivilsiedlung) und des Kastellbads lokalisiert werden.

## Truppe
Bei der hier stationierten Auxiliartruppe handelte es sich um einen Numerus, eine Einheit von etwa 160 Mann Stärke. Konkret nachgewiesen werden konnte der Numerus Cattharensium.

## Untergang und weitere Entwicklung
Das Kastell wurde wohl bei der Aufgabe des Limes in der Zeit der innen- und außenpolitischen sowie wirtschaftlichen Krise des Imperiums um die Mitte des 3. Jahrhunderts geräumt (Limesfall). Im Mittelalter wurde damit begonnen, die Ruine als Steinbruch zu nutzen. Unter anderem entstand aus dem abgetragenen Material eine 1178 an dieser Stelle errichtete Eremiten-Klause mit einer dazugehörenden Kapelle für den Heiligen Kilian. Aus den an kirchlichen Festtagen abgehaltenen Jahrmärkten entwickelte sich der noch heute an drei Donnerstagen im Jahr hier stattfindende Alteburger Markt. Von der Sakralbauanlage selbst ist heute ebenfalls nichts mehr zu sehen.

## Verlauf des Limes vom Kastell Alteburg zum Kleinkastell Maisel
| ORL      | Name/Ort                  | Beschreibung/Zustand |
| ORL 9    | Kastell Alteburg          | siehe oben |
| Wp 3/32  |                           | [ 4 ] |
| Wp 3/33  |                           | [ 5 ] |
| Wp 3/34  |                           | [ 6 ] |
| Wp 3/35  | „Auf dem Totenberg“       | Durch Wegebau zerstörte Turmstelle eines einzelnen Steinturmes. |
| Wp 3/36  |                           | Aufgrund von hohem Brandschuttaufkommen vermutet, aber nicht sicher nachgewiesene Turmstelle. |
| Wp 3/37  | „Am Schloßborner Feld“    | Steinturm mit annähernd quadratischem Grundriss bei einer Mauerstärke von rund 70 cm. Ergraben durch die RLK. Im Limeswerk heißt es dazu: „Wachtposten 87 in der Nordwestecke des Bezirkes Holzwäldchen am Schloßborner Feld ist als flacher Schutthügel mit tiefen Ausgrabungsschnitten und an herumliegenden Mauersteinen zu erkennen.“ Eine Ersterwähnung der Turmstelle fand bereits 1784 im Hanauischen Magazin statt: „Oben gegen dem Dorfe Criftel zu ist eine kleine Schanze von aufgehäuften Steinen, etwa 10 Schritte ins Gevierte.“ |
| Wp 3/37a |                           | Vermutete, aber nicht archäologisch nachgewiesenen Turmstelle. |
| Wp 3/38  | „Am Maisel“               | Steinturm mit annähernd quadratischem Grundriss bei einer Mauerstärke von rund 80 cm. |
| Wp 3/38* | „Auf der Höhe des Maisel“ | Holzturmstelle mit konzentrischem Doppelgraben. |
| KK       | Kleinkastell Maisel       | siehe Hauptartikel Kleinkastell Maisel |

## Fundverbleib und Denkmalschutz
Eine kleine Auswahl der Funde findet sich im Limesinformationszentrum des Rheingau-Taunus-Kreises am Hofgut Georgenthal.
Das Kastell Alteburg und die anschließenden Limesbauwerke sind als Abschnitt des Obergermanisch-Raetischen Limes seit 2005 Teil des UNESCO-Welterbes. Außerdem sind sie Bodendenkmale nach dem Hessischen Denkmalschutzgesetz. Nachforschungen und gezieltes Sammeln von Funden sind genehmigungspflichtig, Zufallsfunde an die Denkmalbehörden zu melden.

## Alteburger Markt
Auf dem Gelände des ehemaligen Kastells findet er dreimal jährlich statt, am Donnerstag nach Pfingsten und jeweils am Donnerstag nach Jakobi, das ist der zweite Altburger Markt, der Jakobi-Markt genannt wurde und der letzte Markt ist am Donnerstag nach Bartholomä. Die Namenstage findet man im Kalender.